# Mikuláš Dzurinda

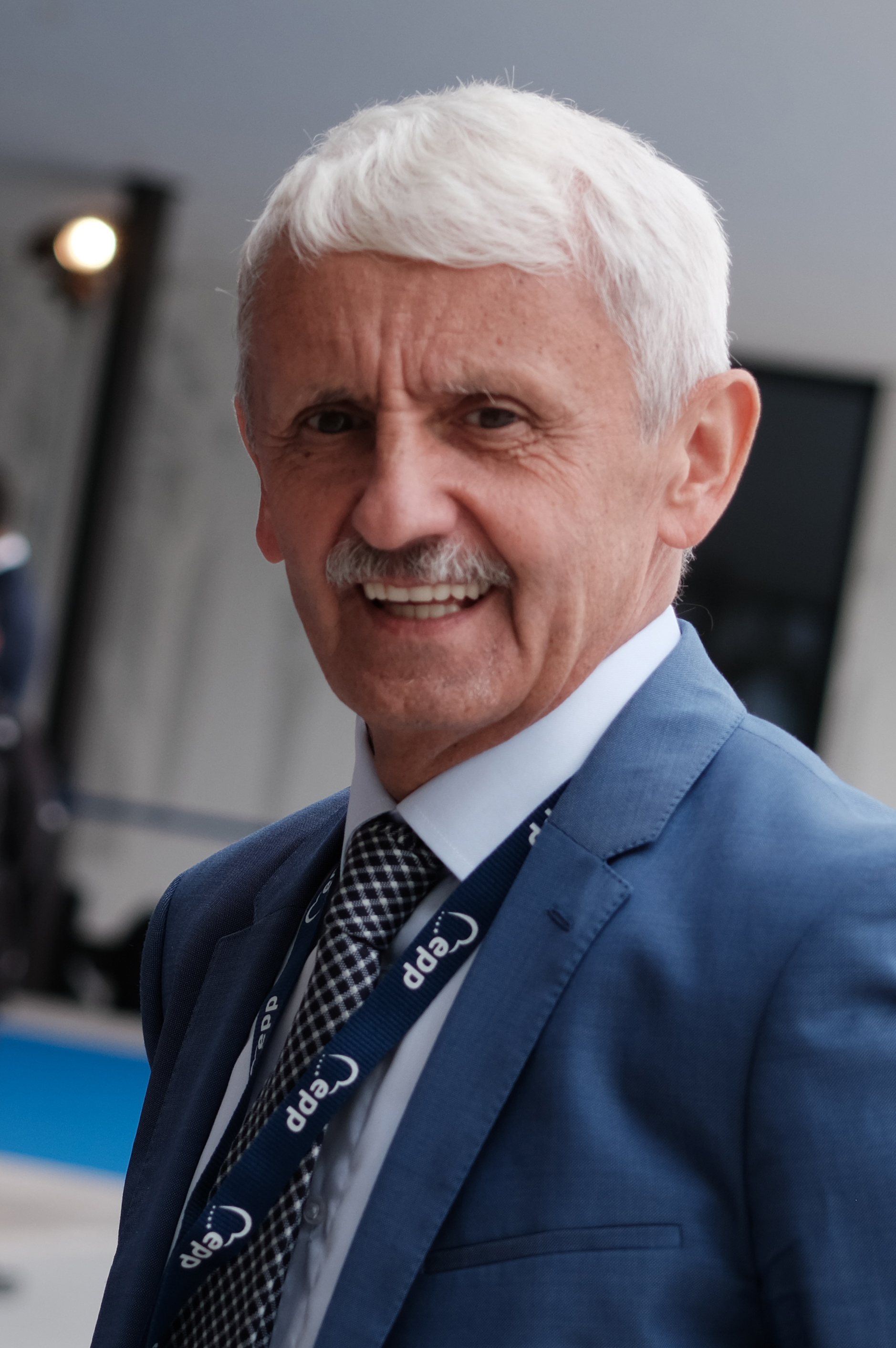
Mikuláš Dzurinda (2021)

Mikuláš Dzurinda (* 4. Februar 1955 in Spišský Štvrtok, ČSR) ist ein slowakischer Politiker. Von 1998 bis 2006 war er der vierte Ministerpräsident der Slowakei und führte als solcher die Slowakei in die EU und NATO.
Dzurinda war Parteivorsitzender der konservativ-liberalen SDK (1997–2000) und deren Nachfolgepartei SDKÚ-DS (2000–2012). Er war auch Verkehrsminister in der Regierung Jozef Moravčík (1994) und Außenminister in der Regierung Iveta Radičová (2010–2012).

## Leben
Dzurinda studierte an der Verkehrshochschule in Žilina und arbeitete bis 1988 in Forschungsinstituten, von 1988 bis 1990 bei den Tschechoslowakischen Eisenbahnen. 1990 gehörte er zu den Mitbegründern der Christdemokratischen Bewegung (KDH), 1994 war er kurzzeitig Verkehrsminister in der Regierung von Jozef Moravčík.
Im Juli 1997 schlossen sich fünf liberale und konservative Parteien, die in Opposition zum seit 1994 zunehmend autokratisch und nationalistisch regierenden Ministerpräsidenten Vladimír Mečiar standen, zur Slowakischen Demokratischen Koalition (SDK) zusammen. Dzurinda wurde zum Vorsitzenden der Allianz gewählt und führte diese bei den Parlamentswahlen im September 1998. Die SDK wurde mit 42 Sitzen im Nationalrat zweitstärkste Kraft, knapp hinter Mečiars Partei HZDS mit 43 Sitzen. Mečiar konnte jedoch keine Koalitionspartner finden. Dzurinda bildete daraufhin eine Vier-Parteien-Koalition aus den bisherigen Oppositionsparteien SDK, SDĽ (sozialdemokratisch), SMK-MKP (Partei der ungarischen Minderheit) und SOP (sozialliberal). Am 30. Oktober 1998 wurde Dzurinda zum Ministerpräsidenten gewählt. Da das Amt des Staatspräsidenten seinerzeit vakant war, übte Dzurinda zusätzlich bis zum 15. Juni 1999 gemeinsam mit dem Parlamentspräsidenten Jozef Migaš die Aufgaben des Staatsoberhaupts aus. Aus Teilen der SDK ging 2000 die Slowakische Demokratische und Christliche Union (SDKÚ) hervor, deren Vorsitzender Dzurinda war. Die KDH, die als separate Partei weiterbestand, verließ er.

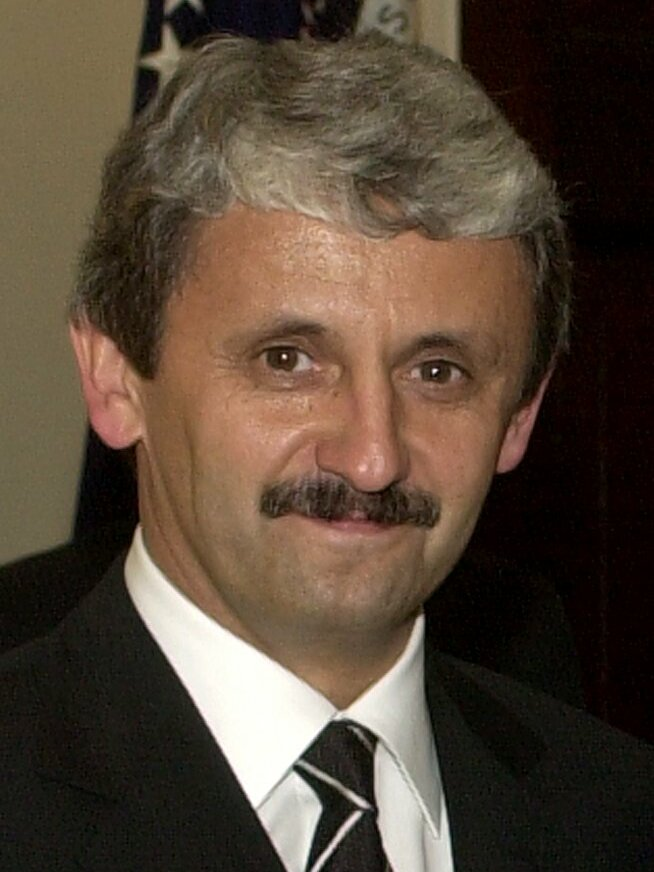
Dzurinda ca. 2005

Bei der Nationalratswahl 2002 wurde die SDKÚ mit 15,1 % wiederum zweitstärkste Kraft hinter der HZDS. Dzurinda gelang es jedoch erneut, eine Mitte-rechts-Koalition aus vier Parteien – seiner SDKÚ, der KDH, der Ungarnpartei SMK-MKP und der neuen liberal-populistischen ANO – zu bilden und erhielt so eine zweite Amtszeit als Ministerpräsident. Die Wirtschaftspolitik von Dzurindas zweiter Regierung folgte einer radikal neoliberalen Agenda. Sie führte eine Flat Tax von 19 Prozent ein. Die Weltbank zeichnete die Reformpolitik der Slowakei als weltweit führend aus, Steve Forbes bezeichnete das Land als „Investorenparadies“. Zudem erfolgte 2004 der NATO- und der EU-Beitritt der Slowakei. Im August 2005 warf Dzurinda nach einer Korruptionsaffäre den Wirtschaftsminister Pavol Rusko und seine Partei ANO aus der Regierung. Ein Teil der bisherigen ANO-Abgeordneten unterstützten jedoch die Regierung weiterhin. Im Juni 2006 verlor die SDKÚ die vorgezogenen Parlamentswahlen und damit Dzurinda das Amt des Ministerpräsidenten. Seine Partei erhielt 18 %, die konkurrierenden Sozialdemokraten unter Robert Fico 29 % der Stimmen.
Nach den Parlamentswahlen 2010 wurde Dzurinda zum Außenminister in der Regierung unter Iveta Radičová ernannt. Dieses Amt hatte er bis April 2012 inne. Nach der Nationalratswahl im März 2012, bei der die SDKÚ auf 6,1 % abstürzte, trat Dzurinda als Parteivorsitzender zurück. Zu seinem Nachfolger wurde Pavol Frešo gewählt.

## Auszeichnungen
- 2007: Internationaler Preis der Friedrich-August-von-Hayek-Stiftung
- 2014: Leopold-Kunschak-Preis[5]